# Malmö
Malmö (pronuncia svedese: [ˈmâlmøː] ; in danese Malmø), talvolta citata in italiano come Malmò, è un comune e una città svedese di 350 000 abitanti (al 31 dicembre 2020), capoluogo della contea della Scania. Situata nella parte più meridionale della Svezia, è la terza città del paese per numero di abitanti.

## Storia
Si pensa che Malmö sia stata fondata nel 1275 come un molo fortificato per traghetti di proprietà dell'arcivescovo di Lund. Per secoli fu la seconda città della Svezia. Il suo nome originale era Malmhaug, che significa "mucchio di ghiaia".
Nel XV secolo, Malmö divenne una delle più grandi e trafficate città della Svezia, raggiungendo una popolazione di circa 5 000 abitanti. Divenne poi una delle più importanti città dello stretto di Öresund quando la Lega anseatica cominciò a utilizzarla come mercato, soprattutto per la pesca dell'aringa. In questo periodo (1437) la protezione della città era garantita da Eric di Pomerania. Il suo stemma era un grifone rosso in campo argentato. La testa di grifone rimane tuttora nello stemma della città ed è presente anche nello stemma della provincia di Scania.
Nel 1434, una nuova cittadella venne costruita nella costa a sud della città. Questa fortezza, conosciuta oggi come Malmöhus, ha assunto l'aspetto attuale a metà del XVI secolo. Diverse fortificazioni vennero poi costruite, facendo di Malmö la città più fortificata della Svezia, ma a oggi l'unica rimasta è la Malmöhus.
Gli insegnamenti dei Luterani divennero popolari durante il XVI secolo e Malmö fu una delle prime città in Scandinavia a convertirsi completamente al luteranesimo (1527-1529).
Nel XVII secolo, Malmö e tutta la Scania caddero sotto il dominio svedese. Ciò avvenne a seguito del trattato di Roskilde firmato nel 1658. In ogni caso la guerra tra Svezia e Danimarca non era finita: nel giugno del 1677, 14 000 soldati danesi assediarono Malmö per un mese, ma inutilmente.
All'alba del XVIII secolo, Malmö aveva circa 2 300 abitanti. Tuttavia, a causa delle guerre di Carlo XII di Svezia e delle epidemie di peste nera, la popolazione scese a 1 500 nel 1728. La popolazione non crebbe di molto finché non fu costruito il porto moderno alla fine del XVIII secolo. La città inizio a espandersi e nel XIX secolo raggiunse i 38 000 abitanti.
Malmö beneficiò grandemente della nascita della ferrovia meridionale svedese, costruita fra il 1850 e il 1870, che diede un grande impulso all'industria locale. Nel 1840 vennero fondati i cantieri navali di Kockums. L'industrializzazione dominerà Malmö per i successivi 150 anni.
Nel 1870, Malmö superò Norrköping e divenne la terza città più popolata della Svezia. Nel 1900, Malmö rafforzò questa posizione raggiungendo i 60 000 abitanti.
La città ha continuato a espandersi per tutta la prima metà del XX secolo. La popolazione è aumentata velocemente fino ai 100 000 del 1915 e ai 200 000 del 1952. I cantieri navali di Kockums (al tempo uno dei più grandi del mondo) furono la maggior fonte di lavoro per gli abitanti della città. Nel 1971 Malmö raggiunse i 265 000 abitanti. Non molto dopo, la Svezia conobbe una recessione che colpì soprattutto il settore industriale. I cantieri navali e le industrie manifatturiere vennero colpite duramente e ciò porto a un incremento della disoccupazione in tutta la Scania. Tuttavia, grazie a progetti finanziati dal governo, Malmö cominciò a riemergere dalla depressione nel 1995.

## Società

### Evoluzione demografica
Malmö è caratterizzata da un forte carattere multietnico: al 2008 il 28% della popolazione (circa 80 000 persone) ha origini straniere; tra i residenti si possono contare 170 diverse nazionalità e circa 100 lingue parlate. I gruppi maggiori di immigrati vengono da Serbia (9 200), Iraq (7 100), Polonia (5 500), Bosnia (5 600) e Danimarca (7 800). Solo nel 2006, si sono trasferiti a Malmö 1 300 danesi.

## Economia
Malmö è stata una dei primi grandi poli industriali della Scandinavia e il principale centro urbano della Svezia meridionale.
La città vive oggi un periodo di transizione tra un passato industriale e un futuro che punta sull'istruzione e l'educazione universitaria di alto livello. Vecchie industrie sono state sostituite da investimenti in nuove tecnologie e programmi di riqualificazione. Tra le istituzioni create in tal senso c'è l'Università di Malmö, fondata nel 1998, che conta più di 24.000 iscritti, di cui circa l'8% internazionali.
I settori commerciali più sviluppati sono la logistica, il commercio, le. costruzioni e il mercato degli immobili. È presente anche un buon numero di compagnie nel campo medico, delle biotecnologie, delle tecnologie per l'ambiente, dell'Information Technology e dei media digitali.

## Clima
Come la vicinissima Copenaghen, Malmö ha un clima temperato freddo con spiccate influenze oceaniche. Le temperature dei mesi invernali sono di poco inferiori a quelle di Milano o Torino e ben superiori a quelle di città situate alla stessa latitudine in altre zone del mondo. Questo grazie all'influsso mitigatore della Corrente del Golfo e alla prevalenza di venti occidentali. Le temperature inferiori ai −10 °C sono rare ma la sensazione di freddo è spesso acuita dai forti venti. A gennaio e febbraio pioggia e neve si alternano in egual misura e rare sono le nevicate abbondanti.
Le estati sono il più delle volte relativamente fresche, ma non mancano ondate di caldo che possono spingere talvolta le temperature oltre i 30 gradi.
La durata del giorno varia da 7 ore a dicembre a 17 ore a giugno. Le giornate con pioggia sono equamente distribuite in tutto l'arco dell'anno, con un minimo tra fine inverno e inizio primavera e un massimo tra estate e autunno.
|                           | G  | F  | M  | A  | M  | G  | L  | A  | S  | O  | N  | D  | Anno |
| ------------------------- | -- | -- | -- | -- | -- | -- | -- | -- | -- | -- | -- | -- | ---- |
| Temperatura minima in °C  | -2 | -2 | 0  | 2  | 7  | 11 | 13 | 12 | 10 | 7  | 3  | -1 | 5    |
| Temperatura massima in °C | 3  | 3  | 6  | 10 | 16 | 20 | 23 | 22 | 18 | 12 | 7  | 4  | 12   |
| Pioggia/Neve in mm        | 49 | 30 | 40 | 38 | 41 | 52 | 61 | 58 | 59 | 57 | 61 | 58 | 604  |

## Infrastrutture e trasporti
La città è ricca di collegamenti e infrastrutture per i trasporti: un porto internazionale, l'Aeroporto di Malmö-Sturup, collegamenti autostradali e ferroviari (attraverso le stazioni di Malmö centrale, Malmö Triangeln, Malmö Hyllie, Malmö Svågertorp, Malmö Persborg, Malmö Rosengård e Malmö Östervärn) sia verso il resto della Svezia sia verso la città di Copenaghen (tramite l'Öresundsbron), nella vicina Danimarca.

## Monumenti e luoghi d'interesse

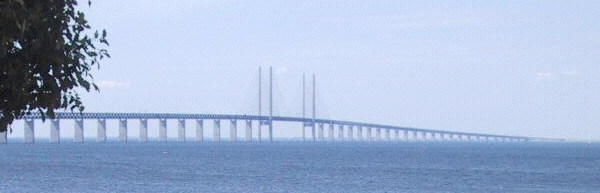
Ponte Öresundsbron sull'Öresund visto da Malmö.

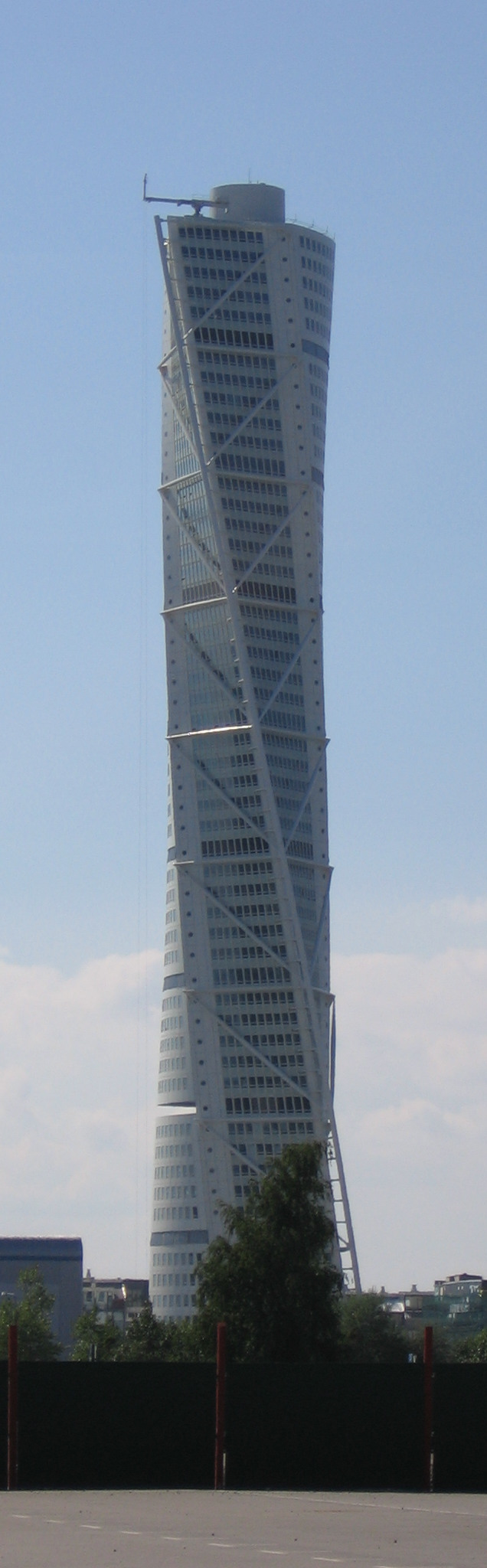
Turning Torso, agosto 2005.

Il 1º luglio 2000, alla presenza della regina Margarethe di Danimarca e del re Karl-Gustav di Svezia, è stato inaugurato l'Öresundsbron, il ponte sullo stretto di Öresund, per unire Malmö a Copenaghen. Il ponte sull'Öresund è costituito da un'autostrada a quattro corsie e due binari ferroviari. La lunghezza totale è di circa 16 km.
Nel 2005 si sono conclusi i lavori del Turning Torso, il grattacielo più alto della Svezia con i suoi 190 metri d'altezza, progettato da Santiago Calatrava.

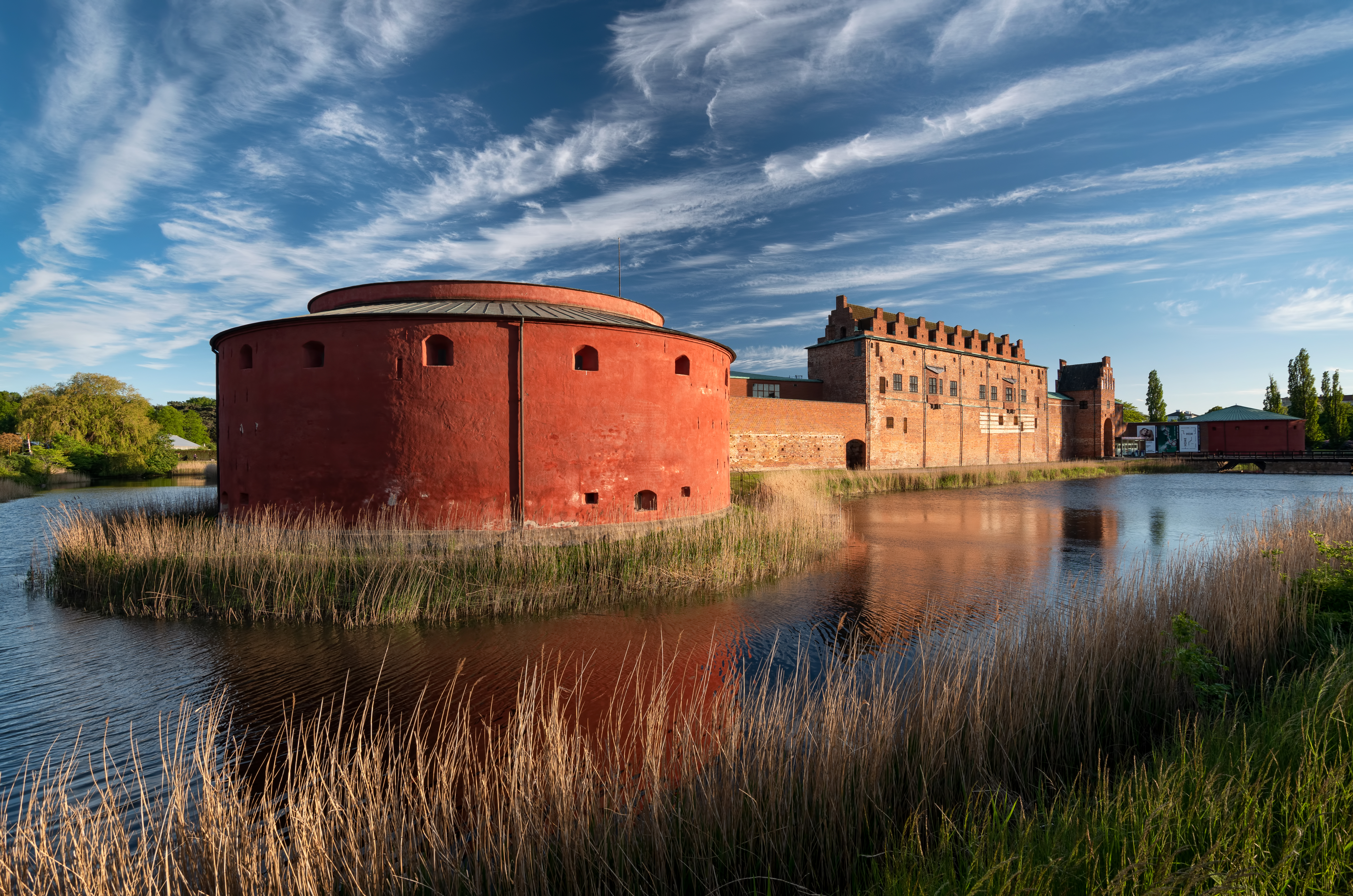
Castello di Malmö
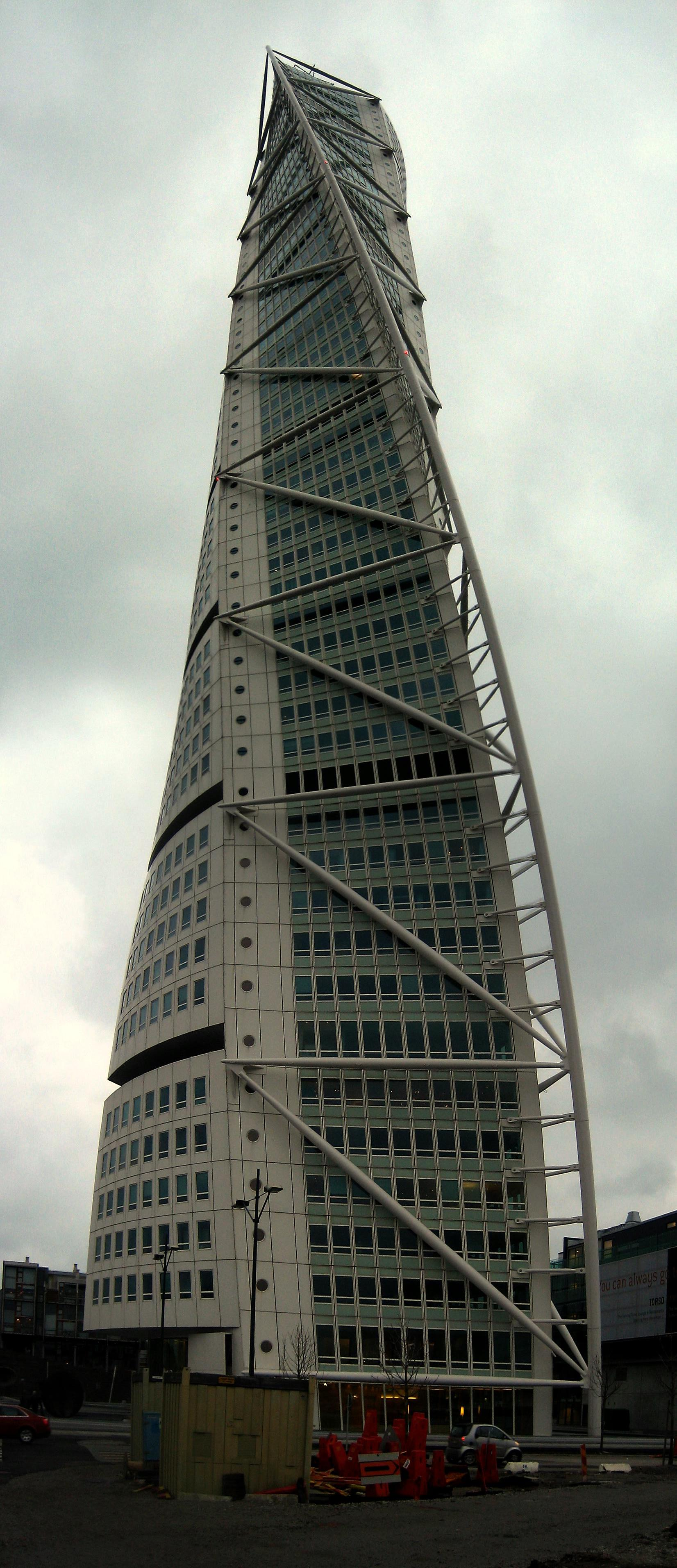
Turning Torso dal basso (gennaio 2007)
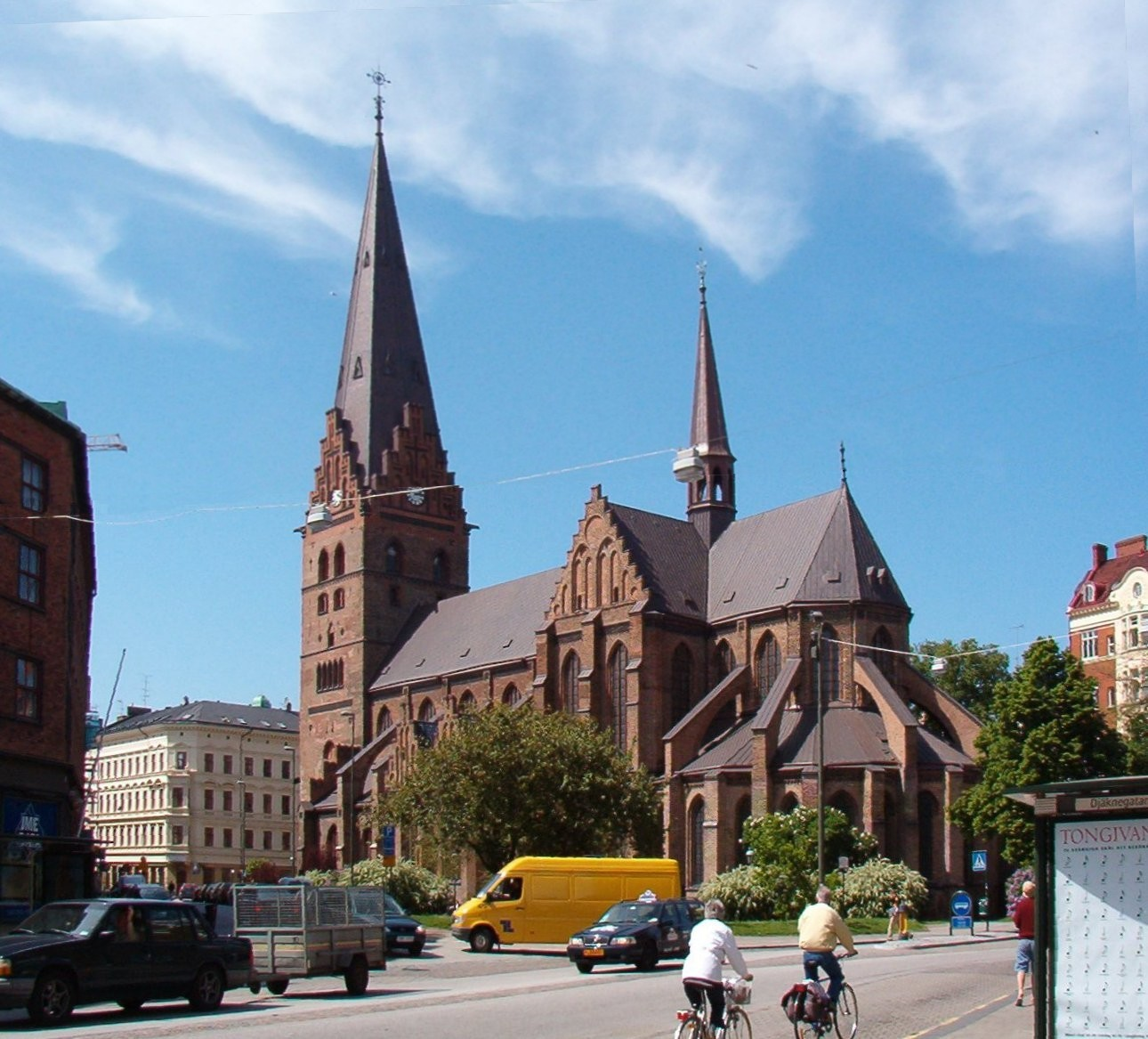
Chiesa di San Pietro
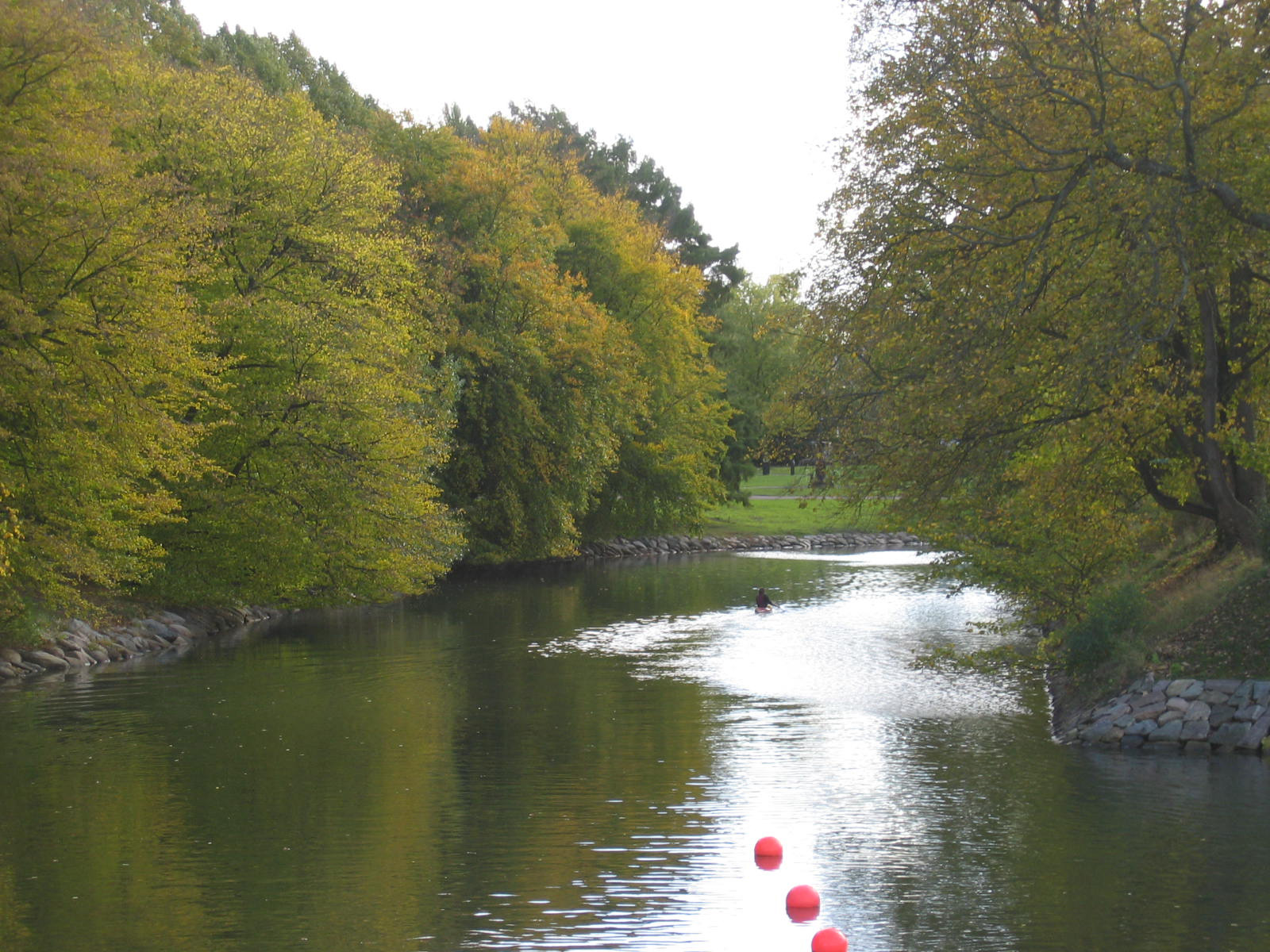
Canale
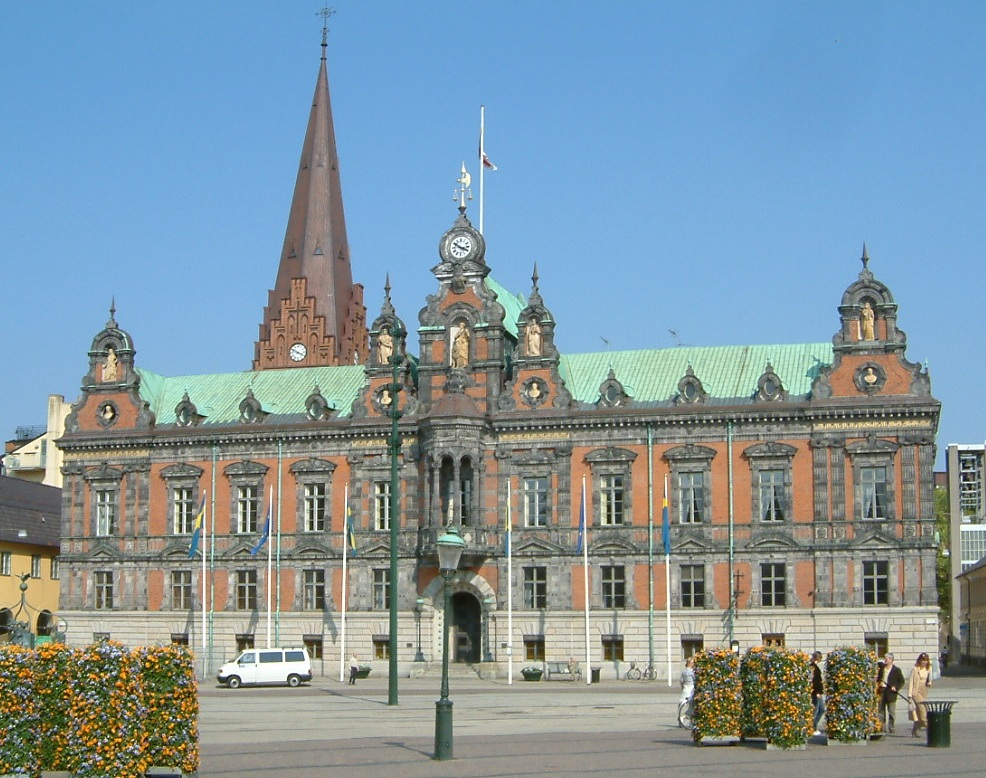
Municipio
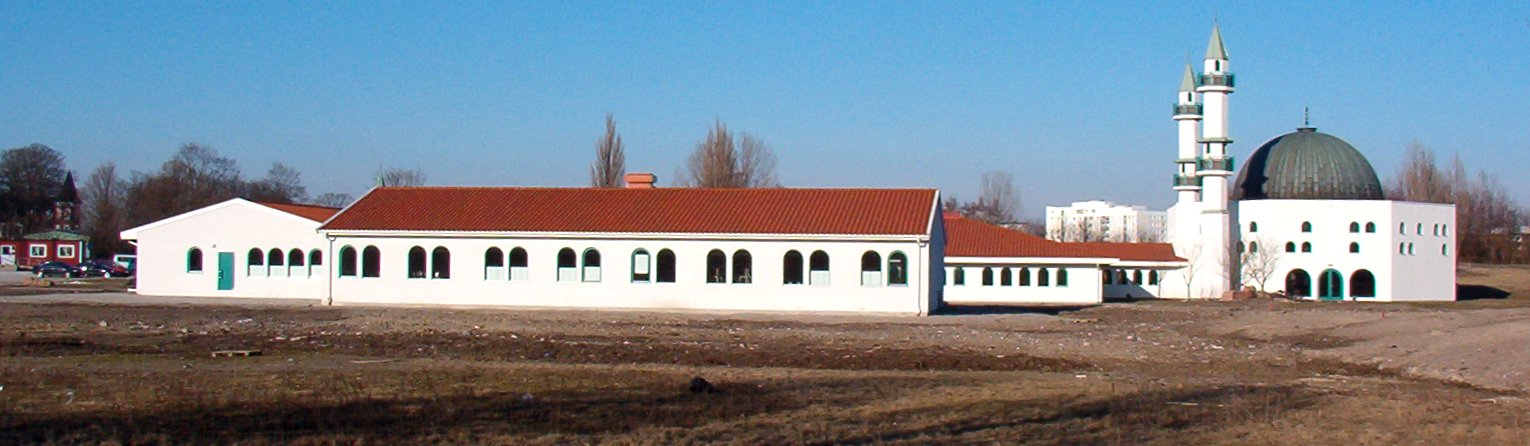
Moschea
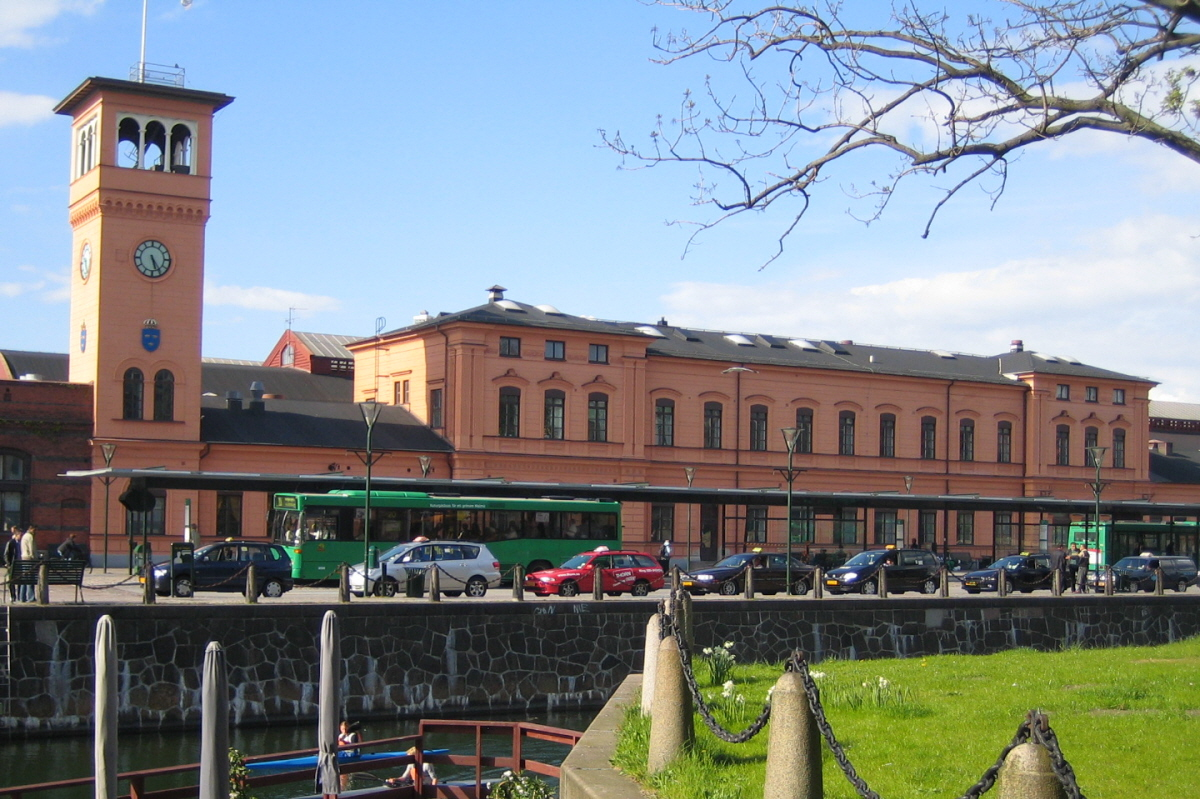
Stazione centrale
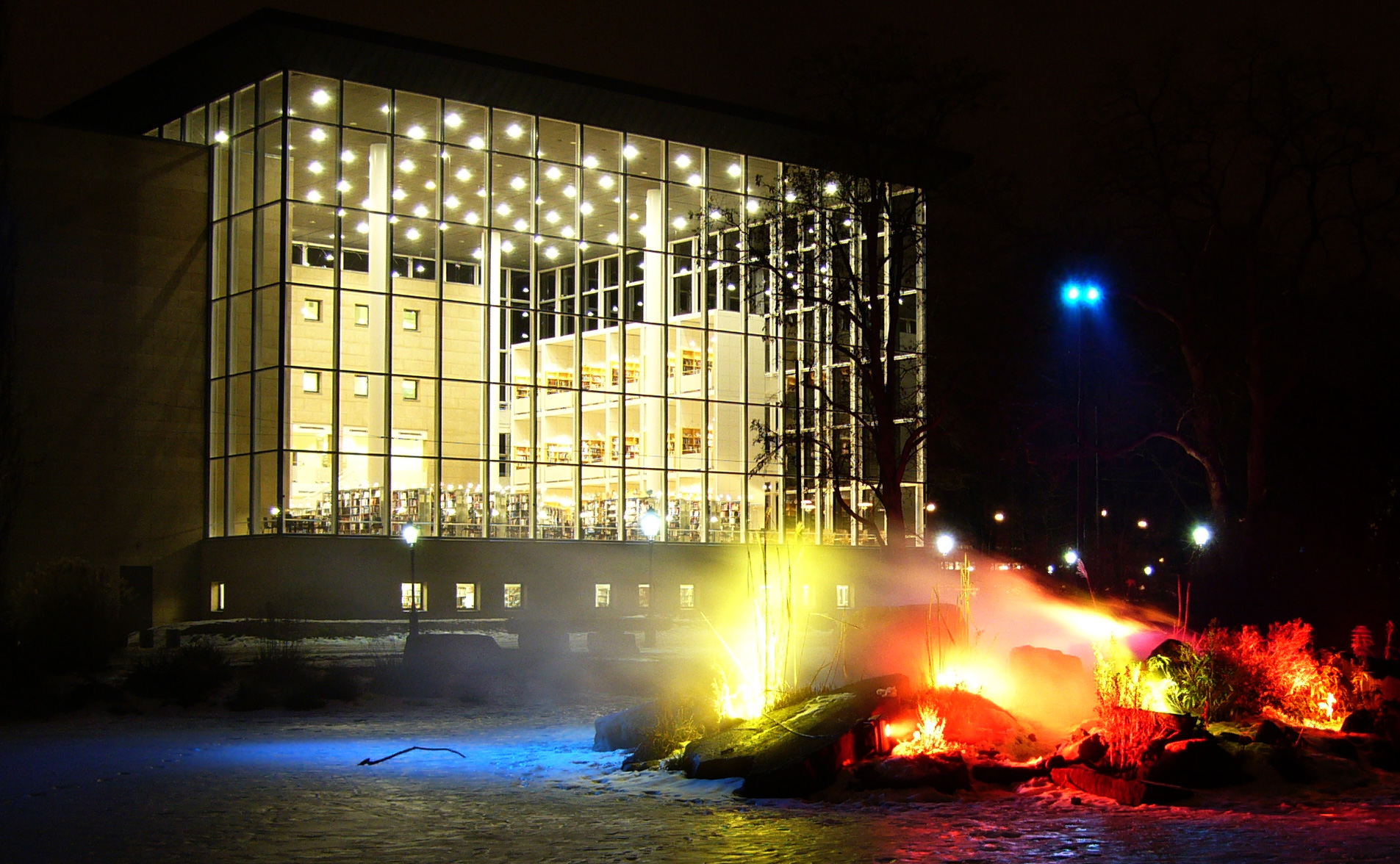
Biblioteca
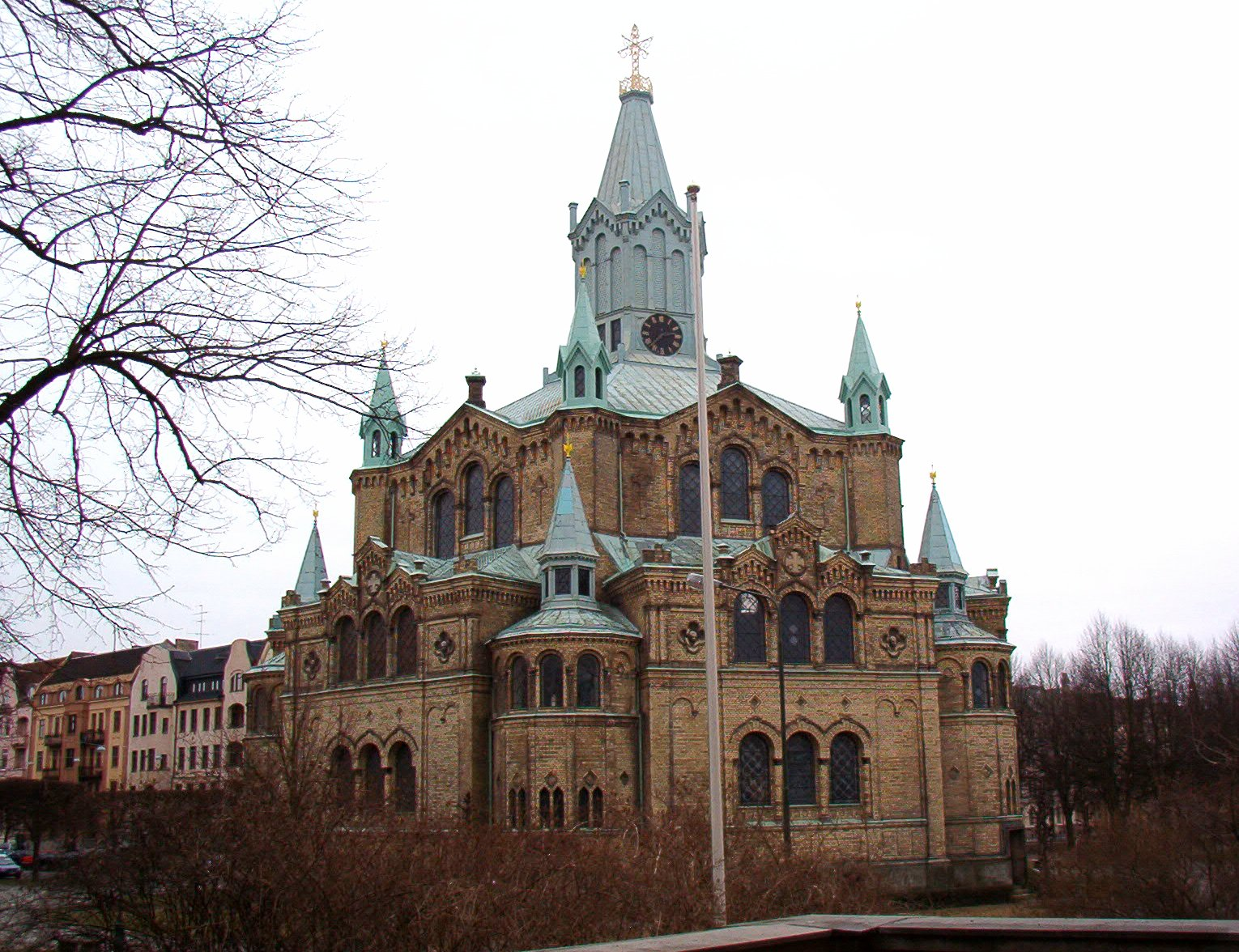
Chiesa di San Paolo
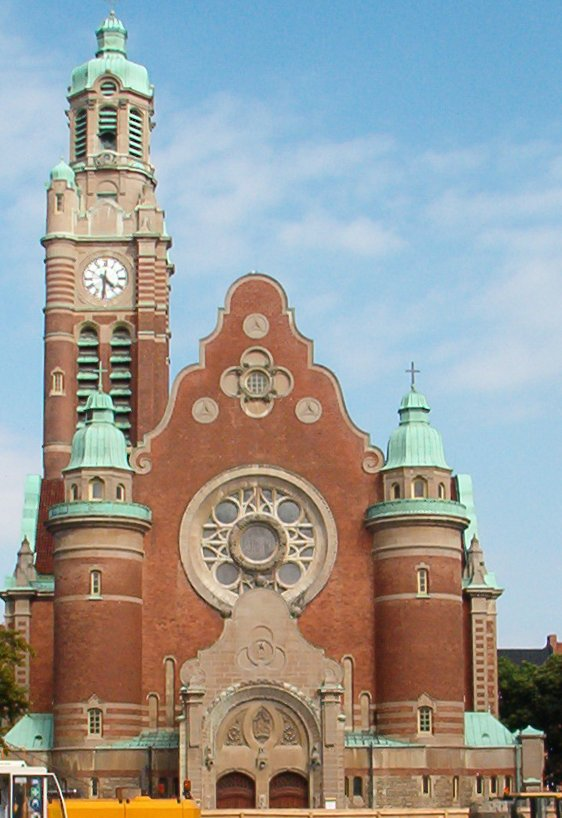
Chiesa di San Giovanni
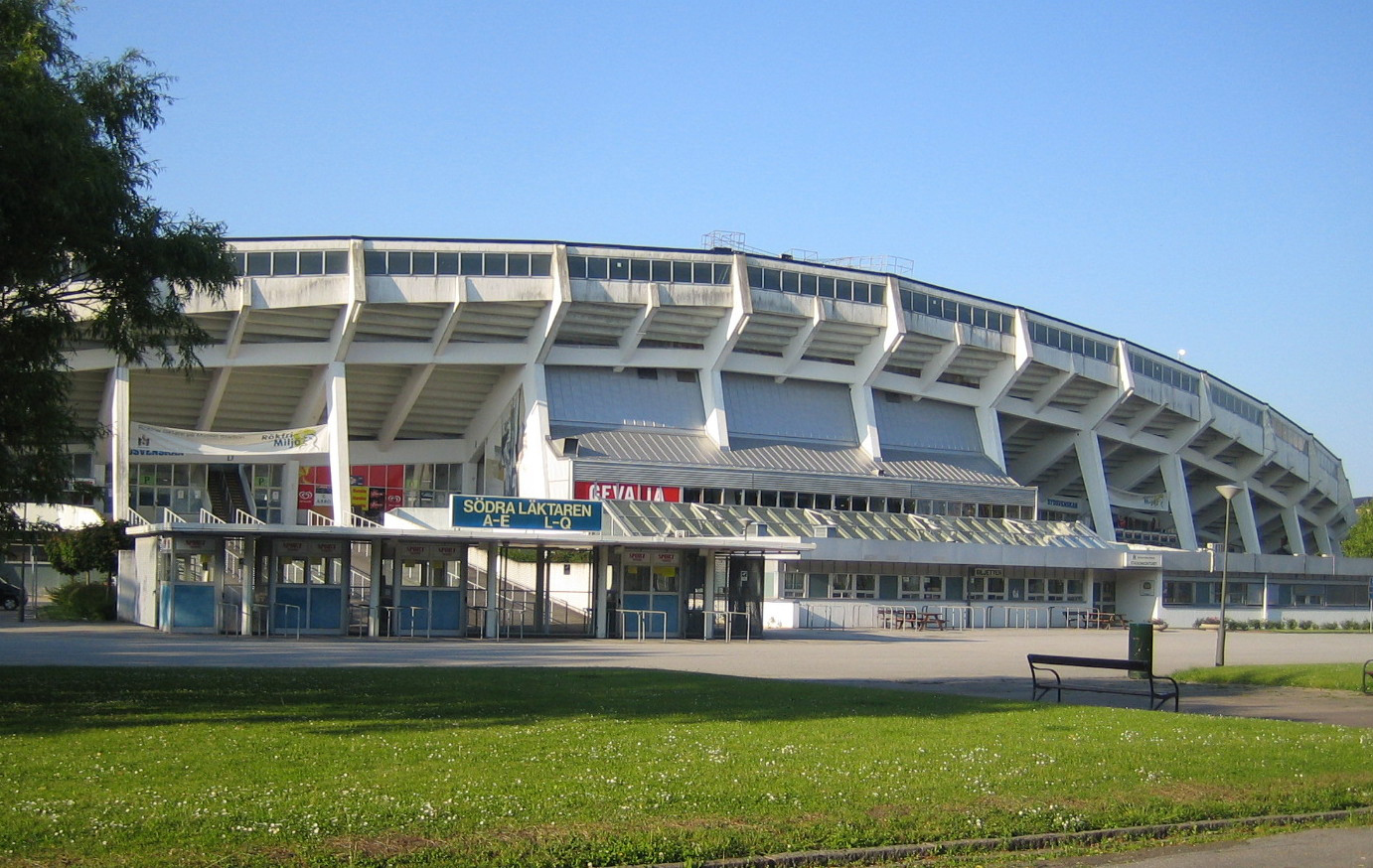
Malmö Stadion
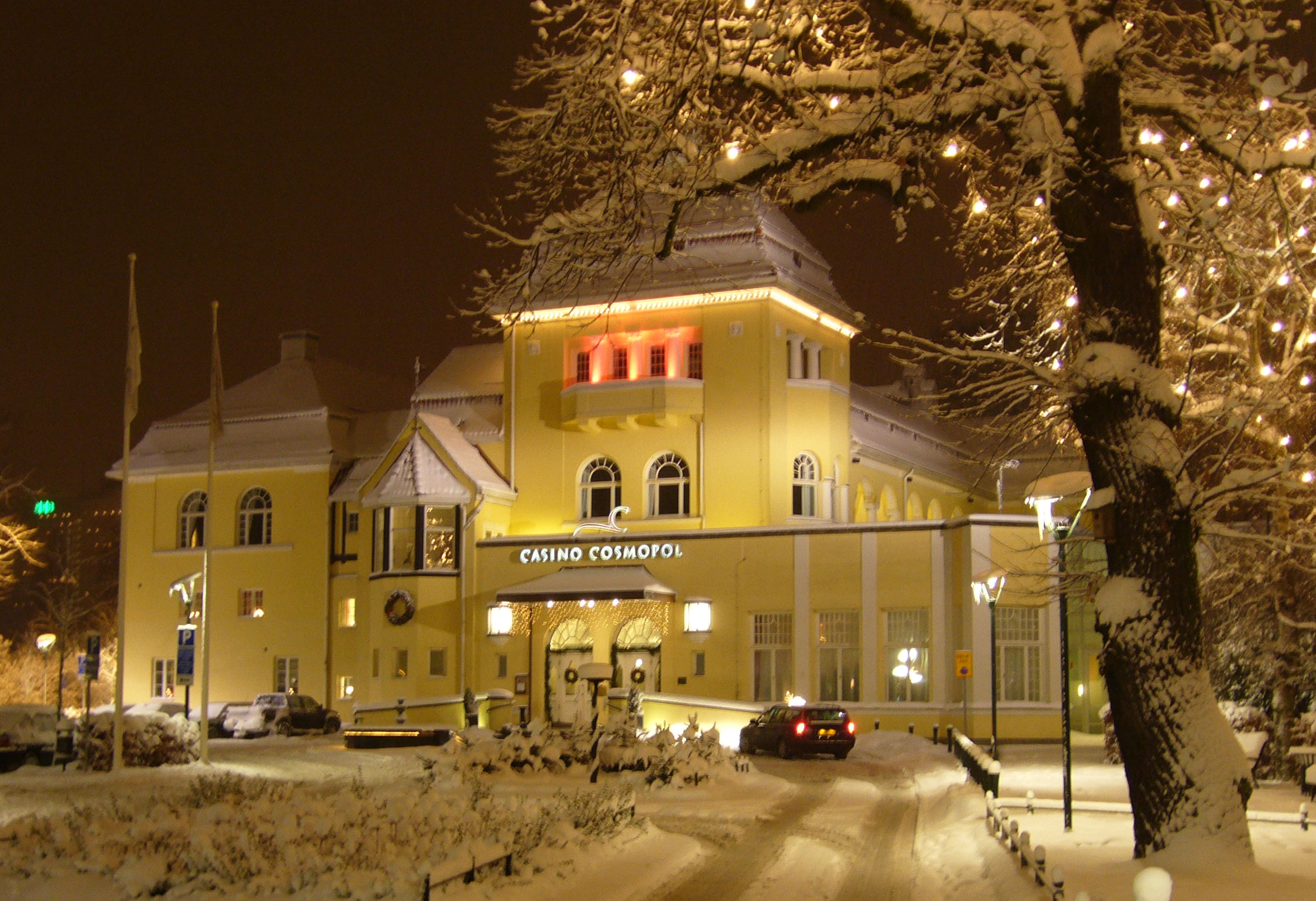
Casinò Cosmopol
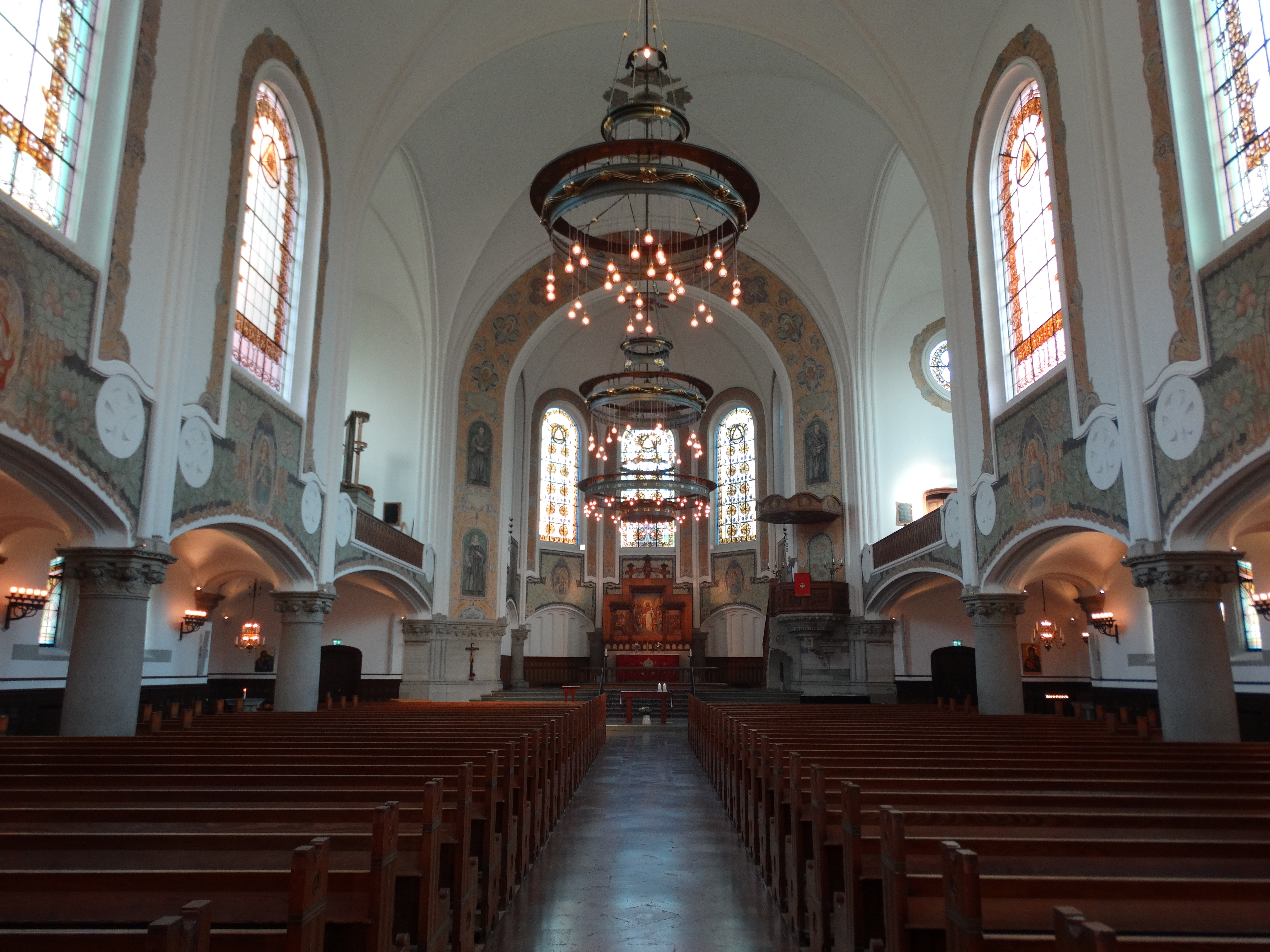
Chiesa di San Giovanni (Vista interna)
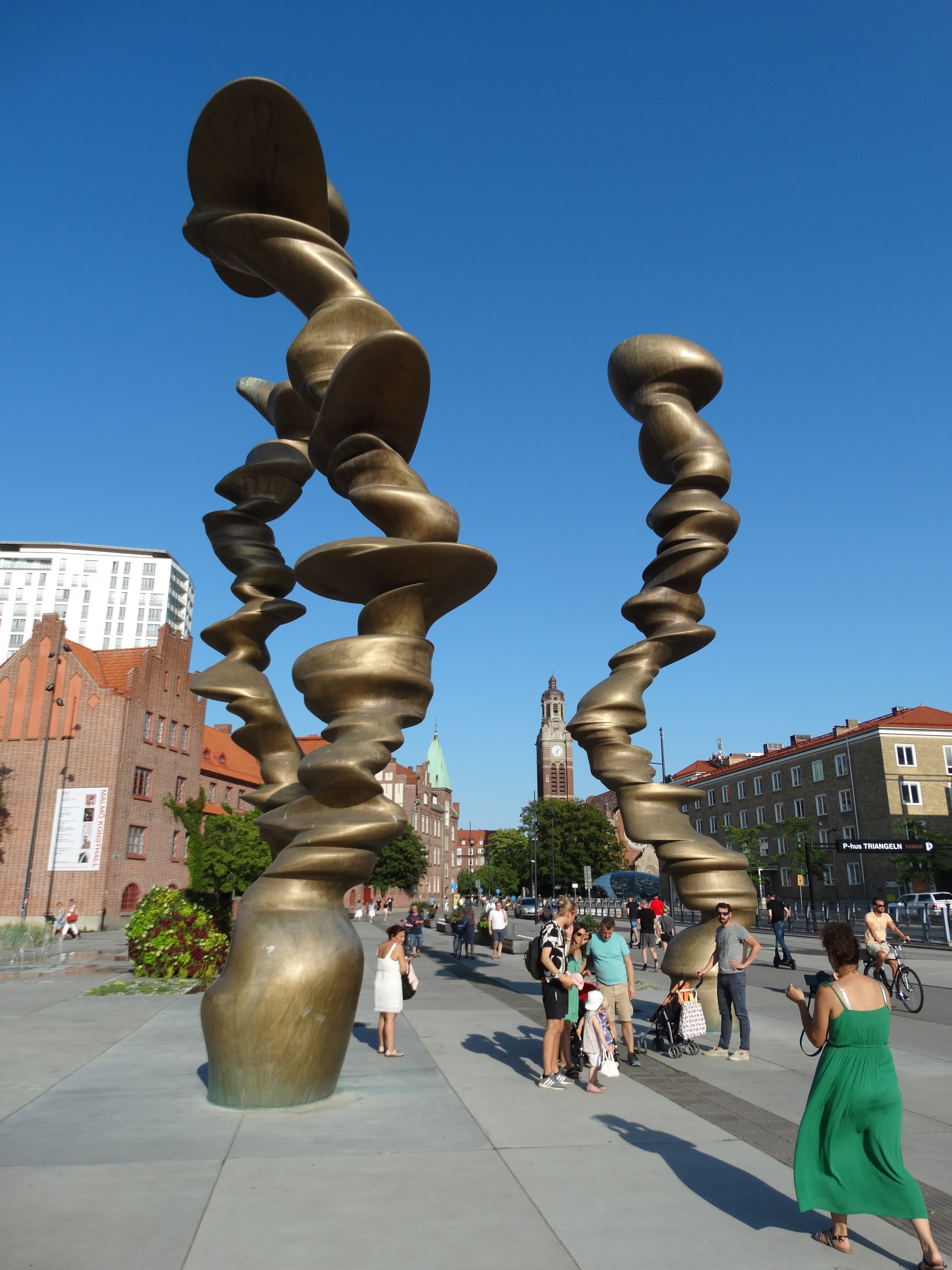
Scultura moderna
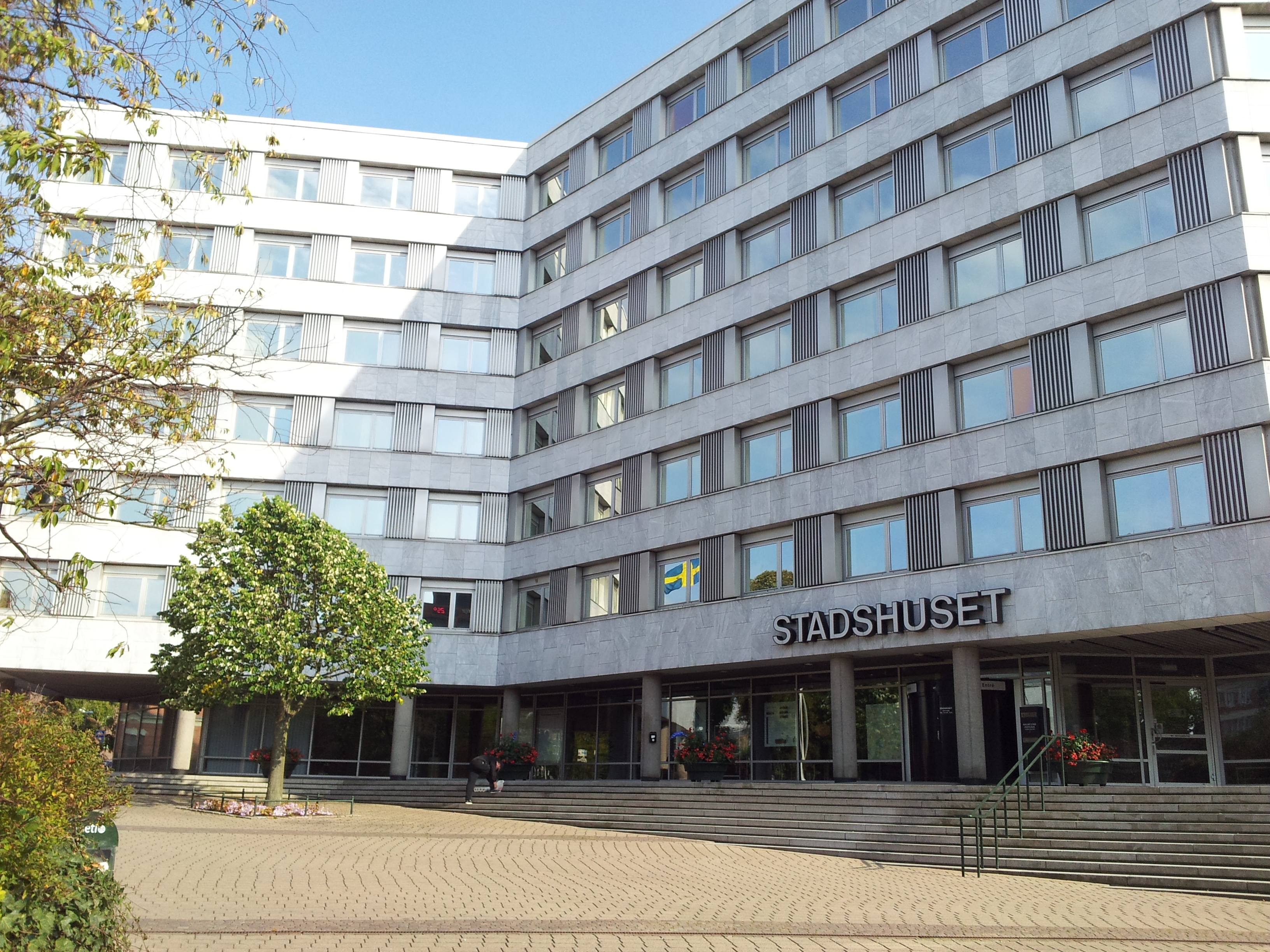
Uffici comunali
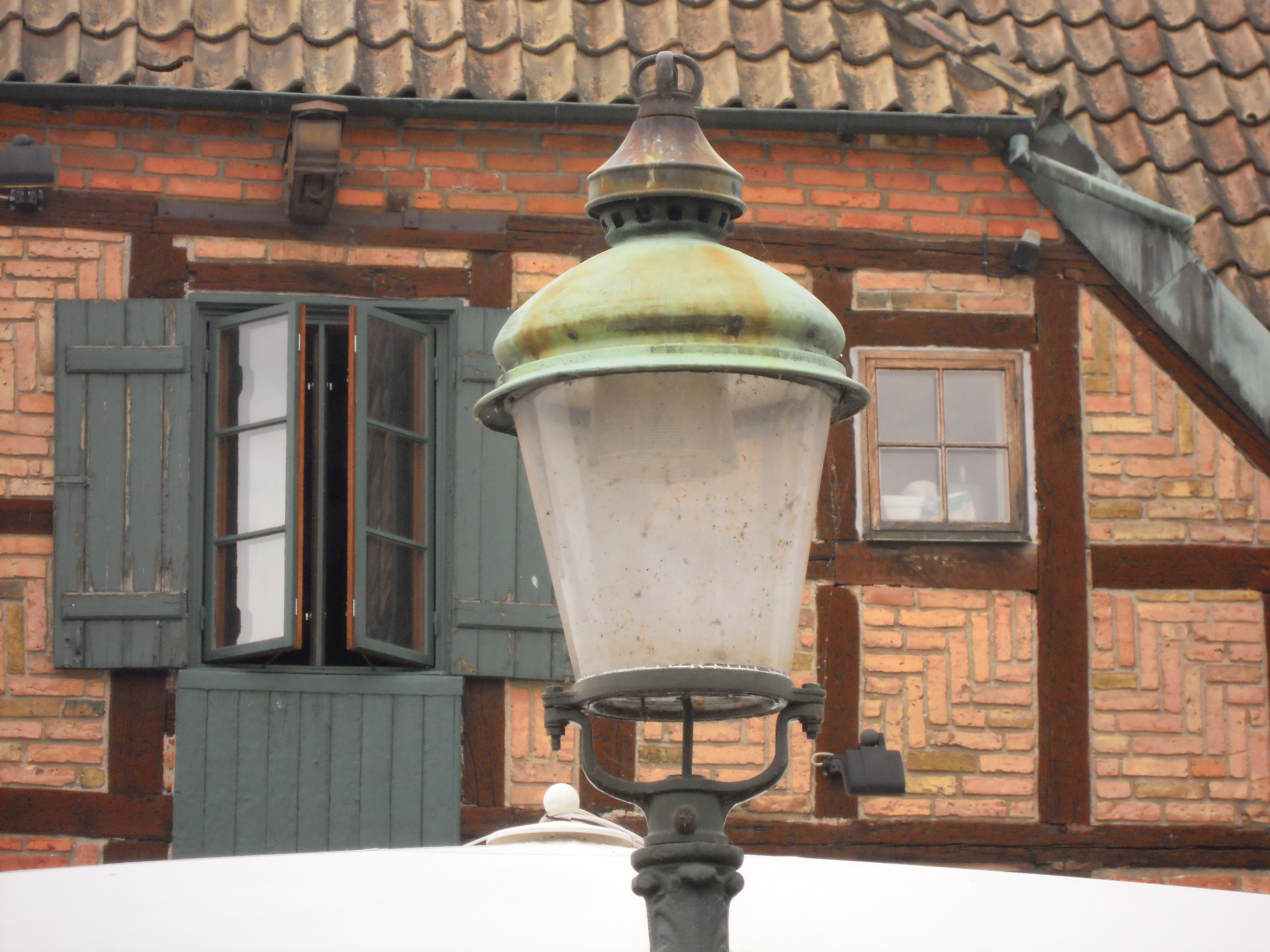
Particolare di Lilla Torg, Malmö
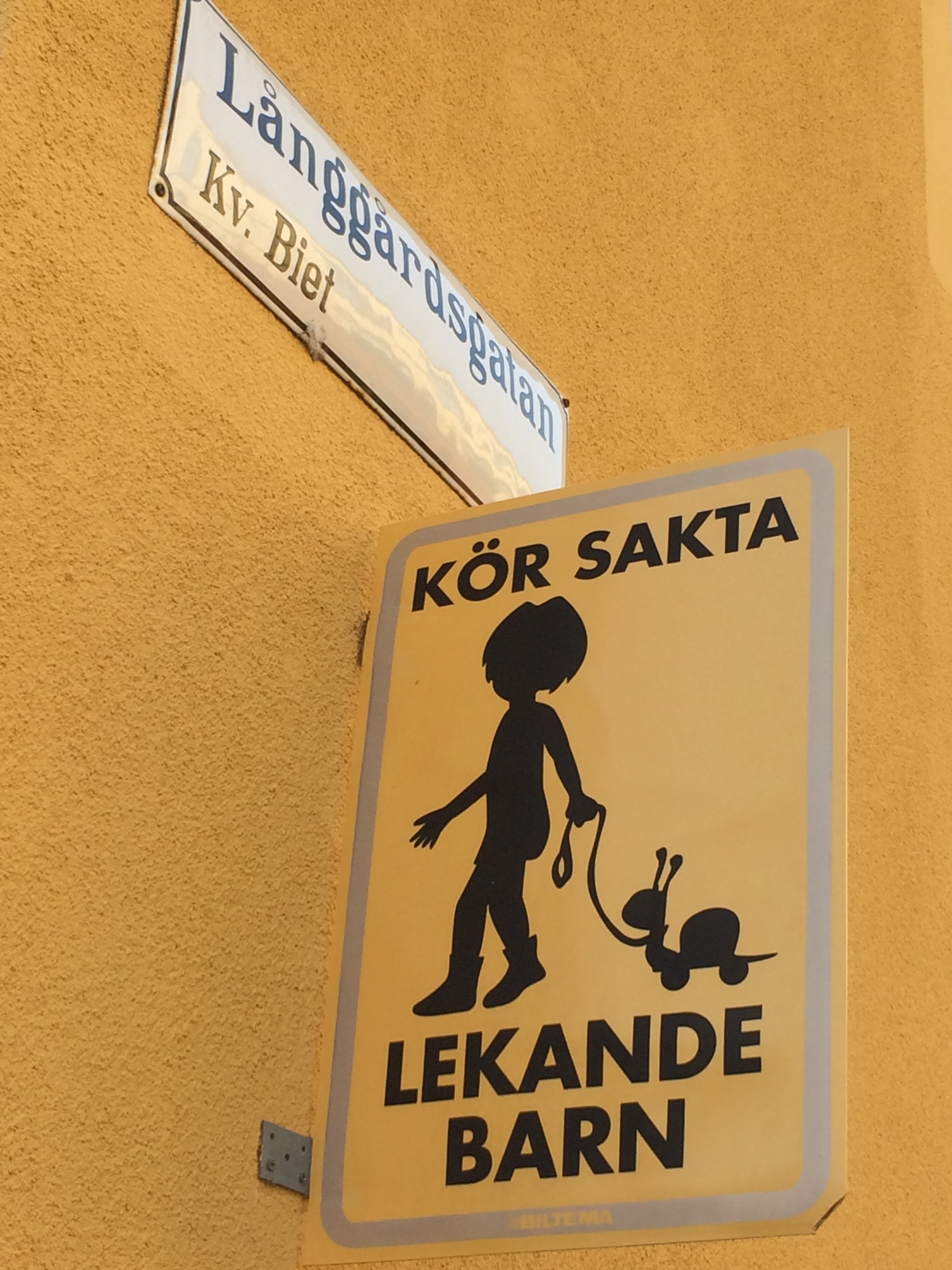
Segnale in Långgårdsgatan: Guida piano, bambini che giocano
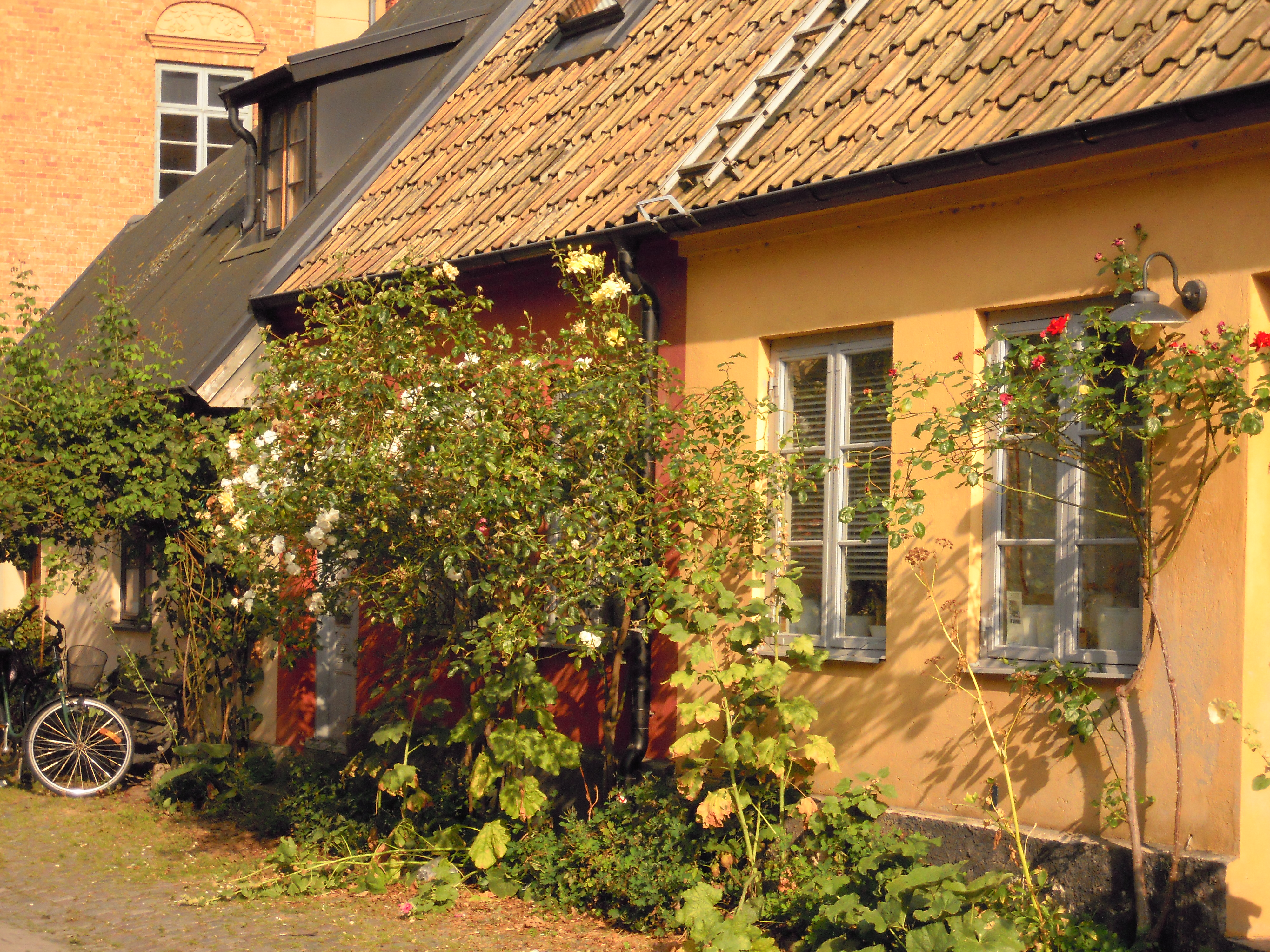
Tipiche case familiari nella via Långgårdsgatan
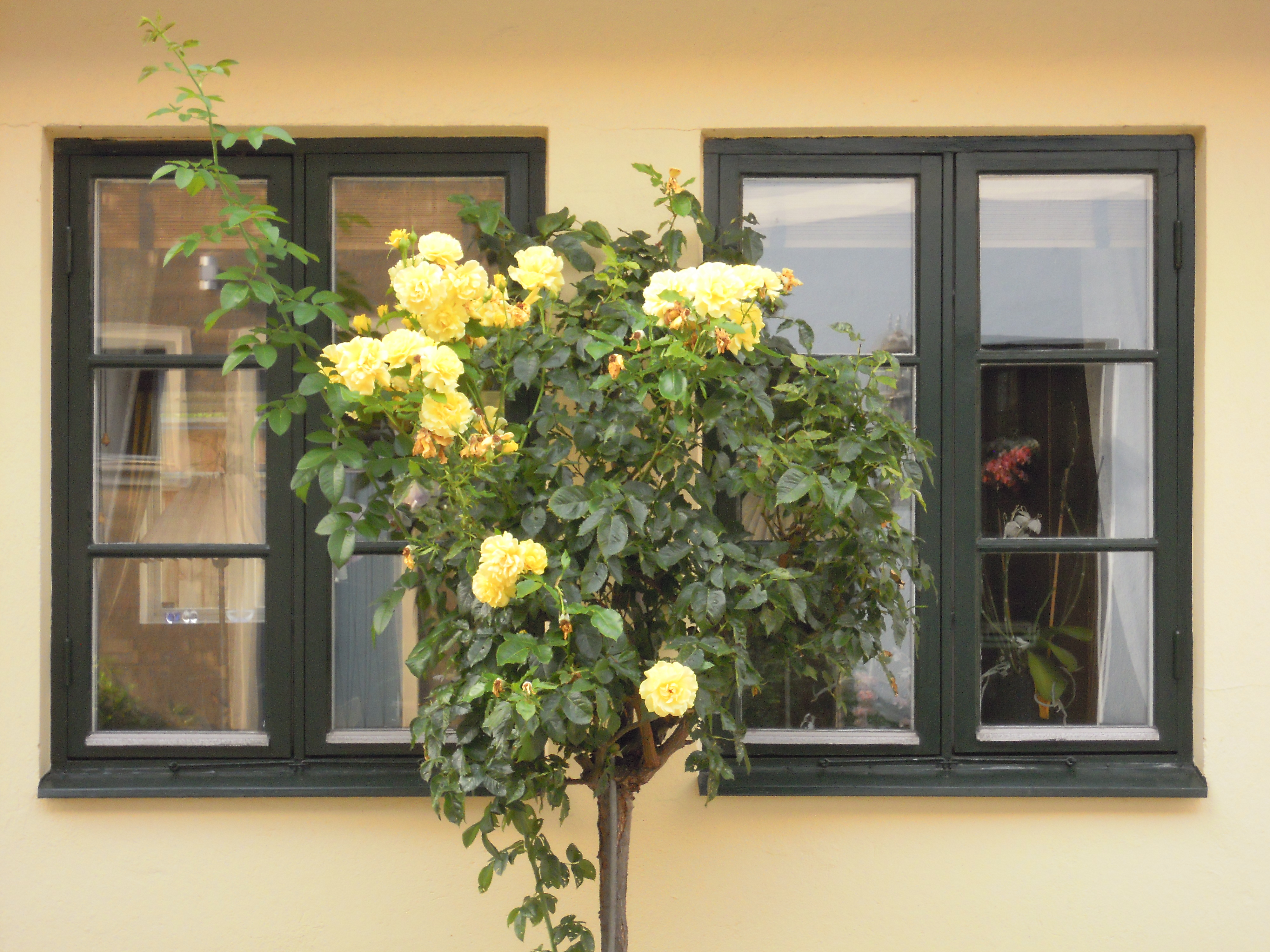
Particolare di una casa in via Långgårdsgatan
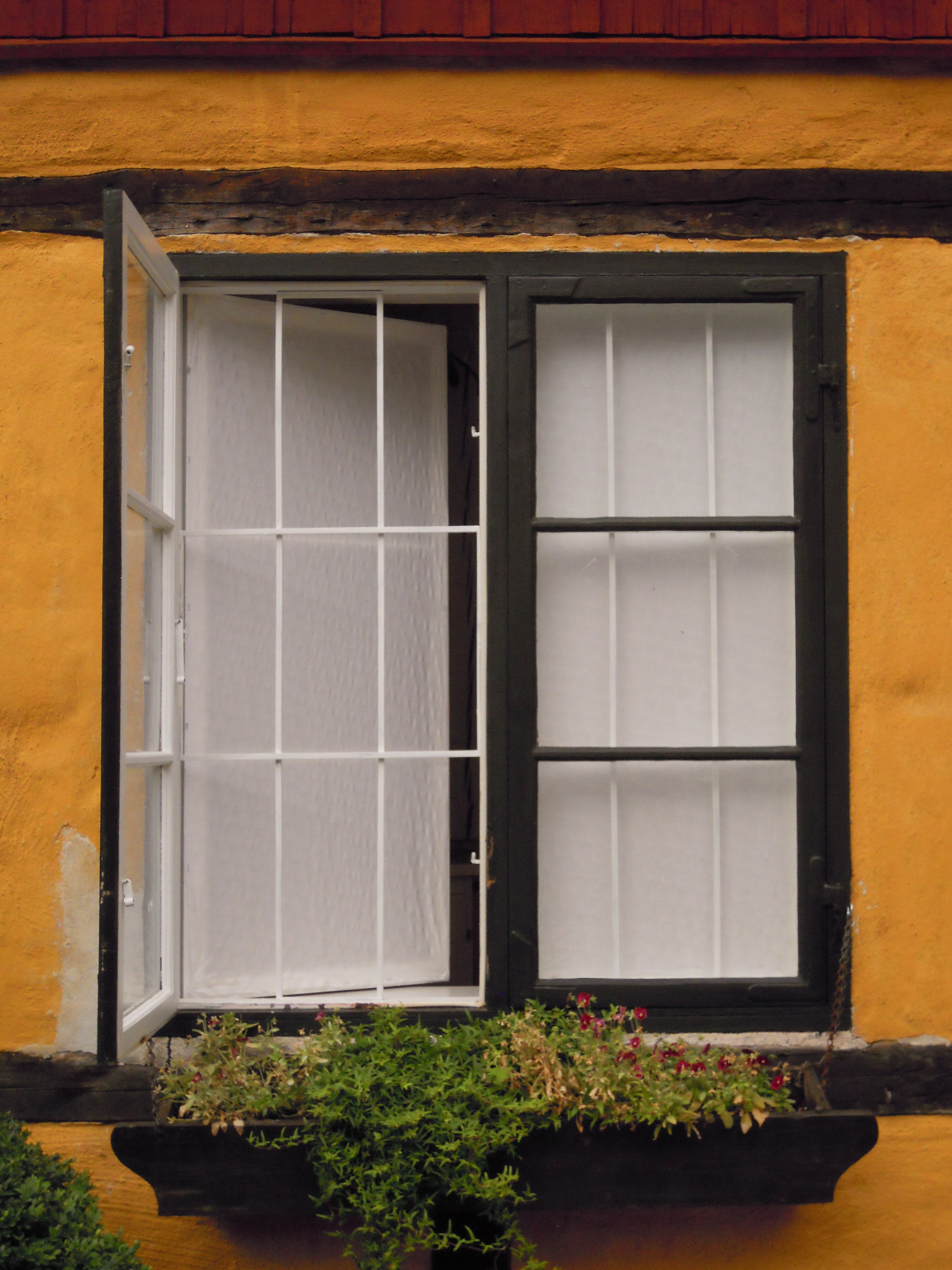
Finestra di Lilla Torg, Malmö

## Località
Nel territorio comunale sono comprese le seguenti aree urbane (tätort):
| # | Località            | Popolazione |
| - | ------------------- | ----------- |
| 1 | Malmö (area urbana) | 350 000     |
| 2 | Oxie                | 9 225       |
| 3 | Bunkeflostrand      | 6 874       |
| 4 | Tygelsjö            | 1 862       |
| 5 | Kristineberg        | 1 076       |
| 6 | Södra Klagshamn     | 975         |
| 7 | Vintrie             | 338         |
| 8 | Västra Klagstorp    | 266         |

## Cultura
Fra le istituzioni culturali della città si possono annoverare la Malmö Opera, la Biblioteca di Malmö e l'Orchestra Sinfonica di Malmö.
Malmö è una delle ambientazioni dove si svolgono le avventure del commissario Kurt Wallander, ideato dallo scrittore svedese Henning Mankell. In particolar modo la ex moglie di Wallander, dopo il divorzio, ha lasciato la cittadina di Ystad dove viveva col marito poliziotto, per trasferirsi a Malmö dove ha allacciato una nuova relazione sentimentale. 

## Manifestazioni
Il Malmöfestivalen è un festival musicale che si tiene ogni anno nel mese di agosto. Per una settimana nella città si svolgono decine di concerti gratuiti. Inoltre la Malmö Arena di Malmö è stata scelta per ospitare l'Eurovision Song Contest 2013 a fronte di altre due città candidate (Stoccolma e Göteborg), a seguito della vittoria svedese nell'edizione precedente; lo stesso è avvenuto dopo l'edizione del 2023, a seguito della quale Malmö si era candidata, sempre con la Malmö Arena, contro Stoccolma, Göteborg e Örnsköldsvik, ottenendo poi di ospitare l'evento nel 2024. La città ospita anche annualmente il Melodifestivalen, il concorso canoro il cui vincitore rappresenta la Svezia all'Eurovision Song Contest.

## Sport
La squadra calcistica cittadina più popolare è il Malmö FF, tra le più titolate di Svezia, militante nell'Allsvenskan, la massima serie nazionale.
Altrettanto importante è la squadra dei Malmö Redhawks (lett. "i falchi rossi di Malmö"), compagine di hockey su ghiaccio.

## Amministrazione

### Gemellaggi[14]
- Provincia di Chieti, dal 2001
- Firenze, dal 1989
- Port Adelaide, dal 1988
- Stettino, dal 1990
- Stralsund, dal 1991
- Tallinn, dal 1989
- Tangshan, dal 1987
- Vaasa, dal 1940
- Varna, dal 1987
- Newcastle upon Tyne, dal 2003